# Круг (симбол)
Круг - симбол, је уз средиште, крст и квадрат, други темељни симбол.

## Симбол уопште
Каже Јунг:
| „ | Оно што називамо симболом, појам је, име или слика који, и кад су нам добро познати у свакодневном животу, ипак садрже у себи нешто што повећава њихово уобичајено и очигледно значење. Симбол имплицира нешто нејасно, нешто непознато или за нас скривено... Када дух покуша истражити симбол, привуку га идеје које су с оне стране онога што наш разум може схватити. Слика точка, на примјер, може нам сугерисати појам божанског сунца, али овдје наш разум мора признати своју неспособност, јер човјек не може дефинисати божанско биће... Будићи да се небројано тога налази са ону страну границе људског разумијевања, непрестано се служимо симболичким изразима да бисмо предочили појмове које не можемо ни дефинисати, ни посве разумјети... | ” |

## Тумачења симбола круг
- Круг је најприје проширена тачка; сродни су по савршенству. И круг и тачка имају заједничка симболичка својства: савршеност, хомогеност, одсутност разликовања или подјеле.[1]

| „ | Круг може симболизирати не само скривена савршенства праисконске точке [тачке], него и створене посљедице; другачије речено, свијет уколико се разликује од свог почела [темељ, основа]. Концентрични кругови предочују ступњеве битка, створене хијерархије; они су свеопће [свеопште] очитовање јединог и не-очитованог битка. | ” |

Кружно кретање је савршено, непромјенљиво, без почетка, без краја и без одступања; стог симболизује вријеме. Вријеме је слијед једнаких и непромјенљивих тренутака који су сви једни другима једнаки. Круг симболизује и небо кружног и непромјенљивог кретања. Заступање трајног, самообновљивог, је довољно да круг постаје симбол. Послије и небо и само постаје симбол, симбол духовног, невидљивог и трансцендентног свијета. Круг симболизује космичко небо, а посебно небо у његовим везама са земљом. У том контексту круг симболизује дјелатност неба, његово динамичко укључивање у свемир, његову узрочност, његову примјереност и његову улогу у провидности. По свему се круг придружује симболима божанства заокупљеног стварањем, коме оно производи, сређује и одређује живог.
Према филозофским и теолошким текстовима, симболика круга се може сагледати не само у његовој непромјенљивости, већ и распростирању доброте, као исходиште, опстанак и трошење свих ствари.

## Круг у филозофији мистика
Псеудо-Дионисије Ареопагит описао је као филозоф и мистик везе створеног бића с његовим узроком, служећи се симболизмом средишта и концентричних кругова: удаљивањем од средишњег јединства све се дијели и умножава. Насупрот средишту круга све зраке коегзистирају у једном једином јединству, и само једна тачка садржи у себи све равне црте, које су јединствено изједначене једне спрам других, а све заједно спрам једног исхода од кога све почиње. У самом средишту њихово је јединство савршено; ако се од њега мало удаље, мало се и разликују; ако се од њега више одијеле, више се и разликују. Укратко, што су ближе средишту то је њихово узајамно сједињење тјешње,; што су од њега удаљеније, разлика је међу њима већа.

## Круг у зен будизму
У зен будизму често се сусрећу цртежи концентричних кругова, који симболизују посљедњу етапу унутрашњег усавршавања, постигнути склад духа.
- Круг је знак исходнишног јединства и знак неба; показује његову дјелатност и циклично кретање. Круг је развијање средишње тачке, њено очитавање.

Проколо каже:
| „ | Све тачке кружнице налазе се у средишту круга, која је њихов почетак и њихов крај. | ” |

Према Плотину: 
| „ | Средиште је отац круга. | ” |

,
а према Према Ангелусу Силесијусу: 
| „ | Тачка садржи круг. | ” |

Круг је лик небеских циклуса посебно планетарних обртаја и годишњег циклуса што га приказује Зодијак. Круг обиљежава експанзивну тежњу(рајас). На себи постављено питање: Зашто се небо креће кружним кретањем? Плотин одговара: Зато што опонаша разум.
Праисконски облик је мање круг, него кугла.- лик јајета свијета. Међутим круг је пројекција кугле. И земаљски рај је био кружница. Прелаз четвороугла у круг, као на примјер у мандали, пријелаз је просторне кристализације у нирвану, у исходнишну неодређеност; према кинеској терминологији, то је пријелаз земље у небо.
Симболизам ипак није тако једноставан, јер небеска непромјењивост налази свој израз и у четвороуглу, а земаљске промене у кругу. Круг је је симбол оживљавања, уобичајени је облк светишта у номадских народа, док је четвороугао облик храмова у народа са сталним боравиштем.

## Круг у муслиманској и романској умјетности
Облик круга, комбинован с обликом четвороугла, евоцира идеју кретања и промјене реда или нивоа. 
Шема четвороугла изнад којег је лук (одсјечак круга) или који се луком продужује, те структура коцка-купола, које су тако честе у муслиманској , а и романској умјетности, материјализују ту дијалектику земаљског и небеског, несавршеног и савршеног. Такав сложени облик доводи до раскида ритма, црте и нивоа, који позива потрагу за кретањем, промјеном и новом равнотежом; он симболизује тежњу за вишим свијетом или за нивоом вишег живота. Постао је класична слика славолука испод којега пролази побједнички јунак: у интелектуалном реду јунак је гениј који је ријешио загонетку а у духовном реду, јунак је светац који је свладао ниске тежње своје природе.
Круг уписан у четвороугао кабалистима је добро познат симбол. Предочава искру божанског скривену у материји, искру која материју оживљава ватром живота.

## Круг код Вавилонаца и сјеверноамеричких индијанаца
Круг је и симбол времена: точак се окреће. Од најранијег доба кругом се изказивала цијеловитост, савршенство, њиме се вријеме обухватало да би се боље мјерило. Вавилонци су се служили кругом за мјерење времена. Подијелили су га на 360 степени, раставили на шест сегмената по 60 степени; његов назив схар значио је универзум, свемир. Из ових премиса изведен је појам бесконачног, цикличног, свеопштег времена. Ов слиједи антика, у лику змије која гризе сопствени реп. У хришћанској иконографији круг, такође симболизује вјечност. Три спојена круга симболишу тројство Оца, Сина и Духа Светог.
И код сјеверноамеричких Индијанаца круг је симбол времена, јер дневно вријеме, ноћно вријеме и мјесечеве мијене кругови су изнад свијета, а вријеме године, круг је око руба свијета.

## Круг код Келта и сродних народа
- Круг код Келта има магијску функцију и вриједност. Келтски јунак Кухулин у циљу одбране земље, на кругу начињеном од савијене храстове гране урезује натпис огамским словима (писмо старих Келта). Круг је причвршћен уз стуб, а натпис на њему налаже сваком ко прочита да прихвати битку. Круг симболизује  чаробну границу непремостивог. Круг и у религији код Ираца је велики идол.[1]

## Јеврејске и хришћанска предања и круг
- Круга нема у библијским грађевинама; византијског је поријекла. У грађевинарству претходи куполи. По узору на јерусалимски Свети гроб романичке цркве прихватају заобљени облик: такве цркве израђују темплари.(опатија Фонтеврауд ). Апсида романичких цркава има полукуполу.

Свети гроб у Јерусалиму евоцира велики свод универзума, који човјек симболизује лобањом.
- Круг изражава дах божанства без почетка и без краја. Тај се дах наставља без престанка и у свим правцима. Да се дах заустави наступила би ресорпција свијета. Сунце и његова слика, злато, означавају се кругом. Круг посједује универзални смисао који кугла симболизује.  Округлост универзума и човјекове главе ознаке су савршенства. [1]

- Романичка је црква доживљај човјекове слике, али нуди првенствено све симболе савршеног човјека, то јест Исуса Христа . (Поменимо да ријеч Исус у хебрејском писму значи човјек). Ријеч уписује четвороугао у круг божанства. Четвороугао исказује моћ, што потврђује и Данијелово Виђење четири звијери и четири краља. Христ откупљењем разбија четвороугао, јер он је свргнути краљ. Од четвороугла остаје само крст. Тако Христ полаже своју људску природу у крило божанско, а четвороугаони се човјек и сам утјеловљењем и откупљењем уписује у круг. Другим ријечима, човјечанство је повезано с божанством, као што је вријеме с вјечношћу, видљиво са невидљивим, а земаљско с небеским. Значи, човјеков лик симболизује крст и означава стожерне осе. Храм се увијек гради на слику и прилику човјекову. Хришћански храм произлази из квадратуре према стожерним осама уведеним у круг. И тлоцрт индијског храма је четвороугао, а израз је четворне диобе великог круга који симболизује соларни циклус.[1]

## Круг у исламском предњу
У исламској предњу круг се сматра најсавршенијим обликом. Пјесници кажу да је круг што га творе уста најљепши од облика, јер је савршено округао. 
О кругу у Исламу кажу:
| „ | Скупљен сам у себе, без почетка и краја, испуњен и савршен, круг је знак апсолута. | ” |

У исламској архитектури поставио се проблем пријелаза са четвороугла на круг, будући да је мјесто окупљања вјерника четвороугаона дворана, али је само купола достојна да предочи божанску неизмјерљиву величину. У Меки црна коцка Ка`бе стоји у бијелом кружном простору, па поворка ходочасника исписује око црне коцке круг непрекидних молитава. Обичај је да се начини круг око маузолеја светац, око мошеја или око мјеста гдје је жртвована животиња у тренутку када дијете добија име.
- Розете или руже са више латица, чест мотив везива, декорације, амајлија и грађевинарства, налазимо на Средњем истоку већ у предисламским цивилизацијама. Премда су можда имале профилактичко значење против урока, чини се да су и слике точкова у облику цвијета, те симбол живота, тј. трајања земаљског живота. У доњој Месопотамији 0 је савршен број. Он изражава све, значи универзум. Подијељен на степене, број нула, представља вријеме. Из круга, и из идеје о времену рођен је приказ точка, који из њих потиче; он сугерише слику циклуса која одговара идеји једног временског раздобља (етимолошки, хебрејски језик повезује торањ који је кружан с коријеном окретати, а људско покољење с коријеном окретати се укруг). Симболизам круга подудара се са симболизмом вјечности или непрестаних почетака.[1]

- Свод небеса који се окреће и небески точак у персијској су књижевности устаљени изрази. Подразумијевају идеју судбине. Омар Хајам пише:

| „ | Како се точак неба никада није окретао по вољи мудраца чему избројати његових седам или осам небеса, | ” |

Кружни плес дервиша мавлавија (дервиши обртачи) надахнут је космичким симболизмом: они опонашају кружење планета око сунца, ковитлац свега што се креће, али и потрагу за Богом, кога симболизује сунце. Њихов оснивач, највећи пјесник суфизма, славио је обилазак душе:
| „ | Окретао сам се са девет отаца (планета) у сваком небу. Годинама сам се окретао са звијездама... | ” |

Неоплатонска упоредба Бога са кругом чије је средиште свугдје тема је коју налазимо и у суфија, посебно у Јалад-од-Дин-Румијевом Матмавију, у Махмуд Схабестаријевом Глолсхан-и-Разу (Ручињак тајни). Руми супротставља материјално кружење појавног свијета кругу апсолутног битка. Руми каже:
| „ | Када би се отворило зрно прашине. и у њему би се нашли сунце и планете које уоколо круже... | ” |

Уопште круг је симбол онога што је небеско: неба, Бога и душе. (Платон је психу предочио куглом)
По Јунгу је симбол круга архетипска слика цјеловитости психе, док је четвороугао симбол земаљске материје, тијела и реалности.

## Магијска употреба круга
У дводимензионалном свијету тачка је заробљена у кружници и никада неће побјећи из ње. Те снаге је и магијска моћ круга. Тако круг постаје фаталан, и у сваком смислу из њега нема излаза. Зато су ратници прије поласка у бој, цртали круг око себе, са намјером да их заштити од непријатеља. Заштитни круг, и његова заштитна моћ, код појединаца материјализују прстење, огрлице, алке, наруквице, ланчиће или круне. Сви ти кругови најмање су били украсни детаљи на тијелима појединаца, већ су настали као магијски заштитници и чувари физичког и сваког другог интегритета. Ту је и објашњење обичаја да се умрлом скидају прстен, бурма и сл. јер им се душа мора ослободити и винути ка божанству. Тек касније они постају ововременски украс - накит - обичајни естетски или манирски детаљ.